# Real Conservatorio de Artes
El Real Conservatorio de Artes fue una institución fundada en 1824 y con sede en Madrid. Desapareció en 1887.

## Descripción
El Real Conservatorio de Artes fue fundado en 1824. Enfocado a la enseñanza de las artes industriales, además de a una serie de funciones relacionadas con la administración, la empresa y el comercio, contó con la denominada Escuela de Artes y Oficios de Madrid, entre 1871, año de la fundación de ésta, hasta 1886, en que se independizó; además de con la Escuela de Comercio. El Conservatorio de Artes desapareció de forma definitiva en 1887. Formó parte del Real Instituto Industrial de Madrid entre 1850 y 1867.